# Nabil Alioui
Nabil Alioui (sinh ngày 18 tháng 2 năm 1999) là một cầu thủ bóng đá người Pháp thi đấu ở vị trí tiền đạo cho Le Havre.

## Sự nghiệp câu lạc bộ
Vào ngày 12 tháng 8 năm 2020, anh ký bản hợp đồng có thời hạn 4 năm với Le Havre.

## Sự nghiệp quốc tế
Mặc dù sinh ra ở Pháp, Alioui là người gốc Maroc và Madagascar. Alioui thi đấu cho Pháp ở cấp độ trẻ quốc tế, và nằm trong đội hình U-19 Pháp tham gia Giải vô địch bóng đá U-19 châu Âu 2018.